# Наш Шевченко
Наш Шевченко — незалежний проєкт започаткований режисером Сергієм Проскурнею, що присвячений 200-річчю від дня народження Тараса Григоровича Шевченка. Це 365 відеосюжетів, які щоденно виходять у телевізійному та інтернет-форматах.
Інноваційність проєкту полягає у неформальному ставленні до 200-річного ювілею від дня народження Тараса Шевченка. Кожен сюжет — це окрема історія, прочитання поезій, зазвичай, непрофесійними читцями із різних сфер життя.
У проєкті беруть участь представники найрізноманітніших професій, вікових і соціальних груп: театральні актори, співаки, студенти, школярі, педагоги, байкери, художники, представники субкультур, бізнесмени, пенсіонери, науковці, музейники, лікарі, пожежники, юристи, військові, музиканти, громадські діячі, священики та інші. Вчитуються в Кобзаря знані в Україні постаті, серед яких: співачки Сестри Тельнюк, Ірина Білик, співаки Фома, Віктор Бронюк, Фоззі, відомі актори Олег Примогенов, Олег Драч і Лідія Данильчук, поет Богдан Стельмах, джазовий піаніст Сергій Крашенінніков, письменник Юрій Андрухович, режисери Андрій Крітенко і Владислав Чабанюк. Активну участь у проєкті також взяли співаки хору «Ластівка» і танцюристи ансамблю «Павличенко» з міста Саскатун з Канади, які відвідали Канів і вклонились Кобзарю на Чернечій горі.
Проєкт є позаполітичним, тому жодному з політиків не запропоновано участь у ньому.

## Початок
Задум проєкту з'явився у Сергія Проскурні ще у березні 2011 року. Протягом червня 2011 — лютого 2013 років режисер займався пошуком партнерів для своєї ідеї. У цей період відбулася презентація проєкту в благодійному фонді «Велика родина», а також перемовини з телекомпаніями «1+1», «5 канал», «Україна», «ТВі», які не знайшли мотивацій для співпраці.
Сергій Проскурня продовжив пошуки можливостей втілення задуму. 4 березня 2013 була укладена домовленість з незалежною черкаською ТРК «ВІККА» про щоденну трансляцію відеороликів. Усі приготування до зйомок зроблені упродовж короткого терміну — вже 5 березня розпочались зйомки, а 9 березня, у 199-й день народження Тараса Шевченка, проєкт стартував на ТРК «ВІККА».

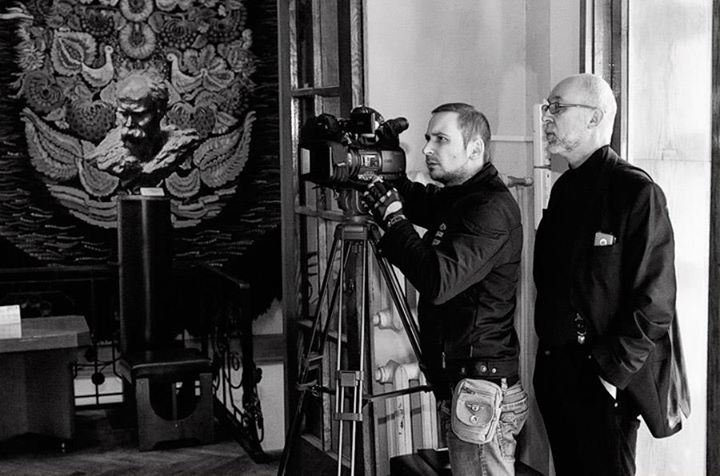
Зйомки "Наш Шевченко". Сергій Проскурня (справа), Олександр Царенко (зліва)

Черкащанин Олександр Царенко став першим відеооператором у проєкті. Заставка до відеосюжетів — робота київського дизайнера Євгена Скубія, а головним музичним образом Сергій Проскурня обрав молитву «Отче наш» Валентина Васильовича Сильвестрова, у записі Муніципального хору «Київ».

## Хід проєкту
Географія проєкту поступово розширюється. Перші сюжети — декламації акторів Черкаського академічного обласного музично-драматичного театру імені Тараса Шевченка. Надалі головними героями сюжетів стають звичайні жителі Черкас. Проте ініціатори проєкту прагнуть не обмежуватися територією рідного міста, тому в пошуках цікавих сюжетів подорожують Черкащиною. Відтак з'являються ролики, записані в Оршанці, Геронимівці, Чигирині, Суботові, Каневі, Легедзино. По кілька сюжетів відзнято під час освячення Патріаршого Собору Воскресіння Господнього УКГЦ в Києві, а також на Сорочинському ярмарку.

## Організація і фінанси
По своїй суті проєкт є благодійним, адже жоден з героїв не одержує винагороду за участь у ньому. Однак, планова вартість проєкту становить не менше 98 тисяч гривень: це гонорари операторам, монтажерам, видатки на транспорт та експедиції. З самого початку існування «Наш Шевченко» ТРК «ВІККА» надавала монтажну апаратну і продовжує безкоштовно транслювати відеосюжети, які виходять кожного дня.
9 липня — 21 липня 2013 р. відбувається затримка з випуском сюжетів через реорганізацію проєкту. З цього моменту до проєкту долучаються молоді та амбітні учасники черкаської творчої групи «Про TVоє» Андрій Чернега і Олександр Литвиненко. Разом з Сергієм Проскурнею вони змінюють принцип монтажу відеоматеріалів, створюють сайт та власний канал проєкту на YouTube.
У серпні 2013 року команда «Нашого Шевченка» подає проєкт до Фонду Ріната Ахметова «Розвиток України» у програму «і3» за напрямом «Література», з метою часткової фінансової підтримки для розширення географії проєкту, організації експедицій, оновлення обладнання. Фонд у такій підтримці відмовляє.
До вересня 2013 року близько 2 тисяч гривень надходять на рахунок Сергія Проскурні від друзів і прихильників проєкту. Весь цей час 90% проєкту фінансує його ініціатор.

## Розвиток проєкту і плани
Проєкт поступово розширює свою географію. Стремління його ініціатора і режисера знімати цікавих, непересічних, харизматичних героїв у Галичині, Причорномор'ї, Донбасі, Слобожанщині і, звичайно ж, у Києві, — резонує із зростанням «потреби в Шевченкові» у суспільстві.
Команда проєкту сподівається, що пошук коштів, залучення друзів і прихильників допоможе розвинути проєкт, завершити його ювілейний етап, створити яскравий пост-продакшн. «Наш Шевченко» може стати одним з інструментів створення своєрідної «Планети Шевченка».
Проєктом зацікавились Радіо «Свобода» і «Українська правда». Вийшли публікації у всеукраїнських виданнях.